# ボフダン・フメリニツキー
ボフダン・フメリニツキー（ウクライナ語: Богда́н Хмельни́цький ボフダン・フメリヌィーツィクィイ、1595年 - 1657年8月6日）は、ポーランド・リトアニア共和国の貴族で、ウクライナ・コサックの指導者である。ザポロージャのコサックの軍団書記（1622年 - 1647年）や、ウクライナ・コサックの最高指導者ヘーチマン（1648年 - 1657年）を務めた。ヘーチマンとして、ポーランド・リトアニア共和国に対し1648年から1657年にかけて、フメリニツキーの乱を起こし、1654年のペラヤースラウ会議でポーランドと戦うために、ロシア・ツァーリ国のツァーリから保護を受けることで、ヘーチマン国家を建設した。キエフ・ルーシ崩壊後のウクライナ史最大の英雄との意見もあるが、ウクライナ国内外に否定的な評価もある。当時ロシアに匹敵するほどの大国であったポーランドが大国から小国に転落する大洪水時代の始まりとなる人物であり、彼の反乱がポーランド分割に繋がるため批判の的である。

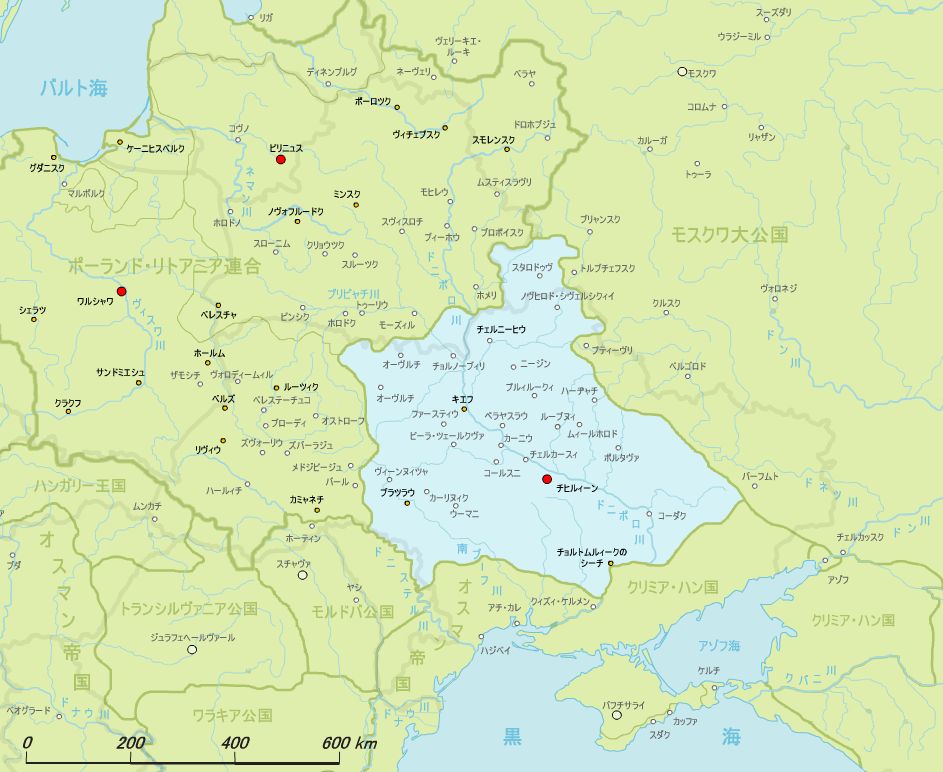
1649年-1654年におけるウクライナ・コサック国家（水色）

周囲は大国に囲まれていたため、最初はクリミア・ハン国と同盟を結んだが裏切られ、次にオスマン帝国に対する自国の保護国要請をし、保護国とするとオスマン帝国の表明を受けて保護国になろうとしたが、国内の正教会宣教師反対と部下の無断なオスマン帝国保護国への攻撃により頓挫。最終的に大国ポーランド・リトアニア共和国から独立に成功したものの、正教会国であるロシアの保護国となった。彼の乱と軍事的支援要請以降に、ロシアのウクライナ初進出と東欧進出の野望に繋がり、ウクライナを自国領域と見なすようになったきっかけとなった。そのため、ロシアからは完全肯定に近い評価であるが、19世紀ウクライナの詩人タラス・シェフチェンコは、ウクライナをロシアに売った売国奴として強く非難している。

## 生涯

### 前半生
1595年にドニプロー川中流域のチヒルィーン近郊にあるスボーチウに生まれた。父ムィハーイロはコサックの小領主であった。フメリニツキーは実家の近所の教会学校で初等教育を受けたあと、ヤロスワフのイエズス会神学校、あるいはポーランドの大将軍スタニスワフ・ジュウキェフスキが自らの地元リヴィウに設立した学校で中・高等教育を受けたとされている。通常のローマ・カトリック教徒の同級生が多いなか、ボフダン少年は正教会に所属しつづけた。学校では世界やポーランドの歴史、ウクライナ語、ポーランド語、ロシア語、トルコ語（オスマン語）、ラテン語を習得したとされる。
1620年、父に従いツェツォーラの戦いに従軍し、ポーランド軍の一員としてオスマン帝国軍と戦った。この戦いで父が戦死し、フメリニツキー自身は捕虜となり、イスタンブールに2年間抑留された。この間もトルコ語の習得に余念がなく、オスマン帝国の情勢に精通するようになった。1622年に母親が身代金を工面したため帰国を許された。その後、登録コサックに入り、チヒルィーンの百人隊の隊長兼書記官となった。領地経営の傍らコサックの対外交渉団に加わり、交渉相手のポーランド王からも高い評価を得たとされている。
1637年から1638年に起きたウクライナ・コサックのポーランドに対する反乱の際には、オタマーン（コサック指導者）の軍団書記として従軍した。
1645年ごろにはコサック傭兵の参加問題でポーランド政府からフランス王国に派遣された他、ポーランド王ヴワディスワフ4世の対クリミア作戦計画にも参加した。

### 蜂起

ボフダン・フメリニツキーの旗。ポーランド・リトアニア共和国の御慈悲（МЛС）の王（ЕК）の（臣たる）ボフダン（Б）フメリニツキー（Х）、ザポロージャ（З）の軍（В）のヘーチマン（Г）。

1647年、ポーランドの貴族でチヒルィーンの副長官ダニエル・チャプリンスキが、50歳を超えていたフメリニツキーの領地を奪おうとした。フメリニツキーはチフィルィーンの法廷やポーランド議会、ポーランド王ヴワディスワフ4世に訴えるが、フメリニツキーの主張が支持されることはなかった。秋になると、フメリニツキーはウクライナ中を回って各地方のコサックの有力者に自分の立場を訴えたが、このことでフメリニツキーはポーランド・リトアニア共和国に対して反乱するためにコサックを糾合すべく根回しを行っているのではないかとの嫌疑がかけられることになり、チフィルィーンの代官によって逮捕されてしまう。フメリニツキーには死刑の宣告が下ったが、12月にフメリニツキーは代官を説得して出獄、一方でポーランド・リトアニア共和国に対する蜂起を決意する。フメリニツキーはザポロージャのシーチに逃れ、ポーランド貴族による収奪に不満を蓄積していたコサック達を説得することに成功する。
1648年、フメリニツキーは、ムィクィーティンのシーチにおける会議によってザポロージャのコサックのヘーチマンに選出された。フメリニツキーはクリミア・ハン国とも同盟を結び、ジョーウチ・ヴォーディの戦いで政府軍に勝利する。フメリニツキー率いるコサック・タタールの同盟軍は、1648年秋にはワルシャワに達する勢いであった。この年にポーランド王に即位したヤン2世カジミエシによってコサックの伝統的権利の維持などを約束する、コサックは王にのみ従い土地の貴族には従わないとした和平を結び、フメリニツキーは兵を引きキエフに戻った。キエフに凱旋したフメリニツキーは、キエフの正教会府主教や、偶然キエフに滞在中であったエルサレム総主教から「ポーランドからの解放者」「第二のモーゼ」と呼ばれ歓呼の声で迎えられた。フメリニツキーは戦いの意義としてポーランド支配からの脱出を自覚しポーランド軍をズボーリウで破り、ズボーリウ条約（ズボリフ休戦協定）を結んだ。同条約でウクライナ（キエフ州、チェルニヒフ州、ブラツラウ州のこと）はコサック領とされ、ポーランド軍、ユダヤ人、イエズス会の排除が取り決められた。ここにウクライナは事実上のコサック国家となった。

### ペレヤースラウ条約
フメリニツキーはこうしてウクライナのポーランドからの自治を勝ち取ったものの、ウクライナは周囲を敵に囲まれており、軍事・外交の面で極めて難しい状況にあった。1651年6月のポーランドとの戦いではタタール軍（クリミア・ハン国）がポーランド側に寝返り、フメリニツキーはタタール軍を説得しようとしたが逆に拘束されたためコサック軍は大敗を喫した。この結果登録コサックの数は2万人にまで減らされ、ヘチマン国家の統治域もキエフ州のみに縮小された。フメリニツキーは同盟国を求めて一時はオスマン帝国の宗主権下に入った。またモルダヴィア公国やスウェーデンとの同盟も求めようとしたが、1654年にはロシア・ツァーリ国とペレヤースラウ条約を結んでその保護下に入った。同じ正教徒であるモスクワとの同盟は、イスラム教徒のオスマン帝国との同盟よりも当時のウクライナでは歓迎されたが、その後は長年にわたるモスクワによるウクライナ支配の口実をも齎してしまった側面がある。
ヘーチマン国家は制度上はポーランドに属する自治領でありながらも事実上はモスクワが宗主権を行使することになり、自治権も次第におびやかされることになった。この協定に対する評価もウクライナとロシアではわかれている。ウクライナはこの協定を、フメリニツキーが結んだ多数の短期的な同盟の単なる一つとみなしたが、ロシアおよび後のソ連は、キエフ・ルーシの崩壊以来、歴史の中で別々の道を歩んだロシアとウクライナがこの協定でついに「永続的に」統合されたとみなした。
ポーランドから守ってもらうためモスクワの保護下に入ったウクライナであったが、1656年にポーランドとモスクワが対スウェーデン戦争のために同盟を結んだことが、モスクワに対するフメリニツキーの怒りを呼び起こした。彼はその後、ポーランドだけではなくロシア・ツァーリ国からの独立をも目指して再び蜂起しようとしたが失敗し、その直後1657年に病死してしまった。

## ウクライナ以外における評価

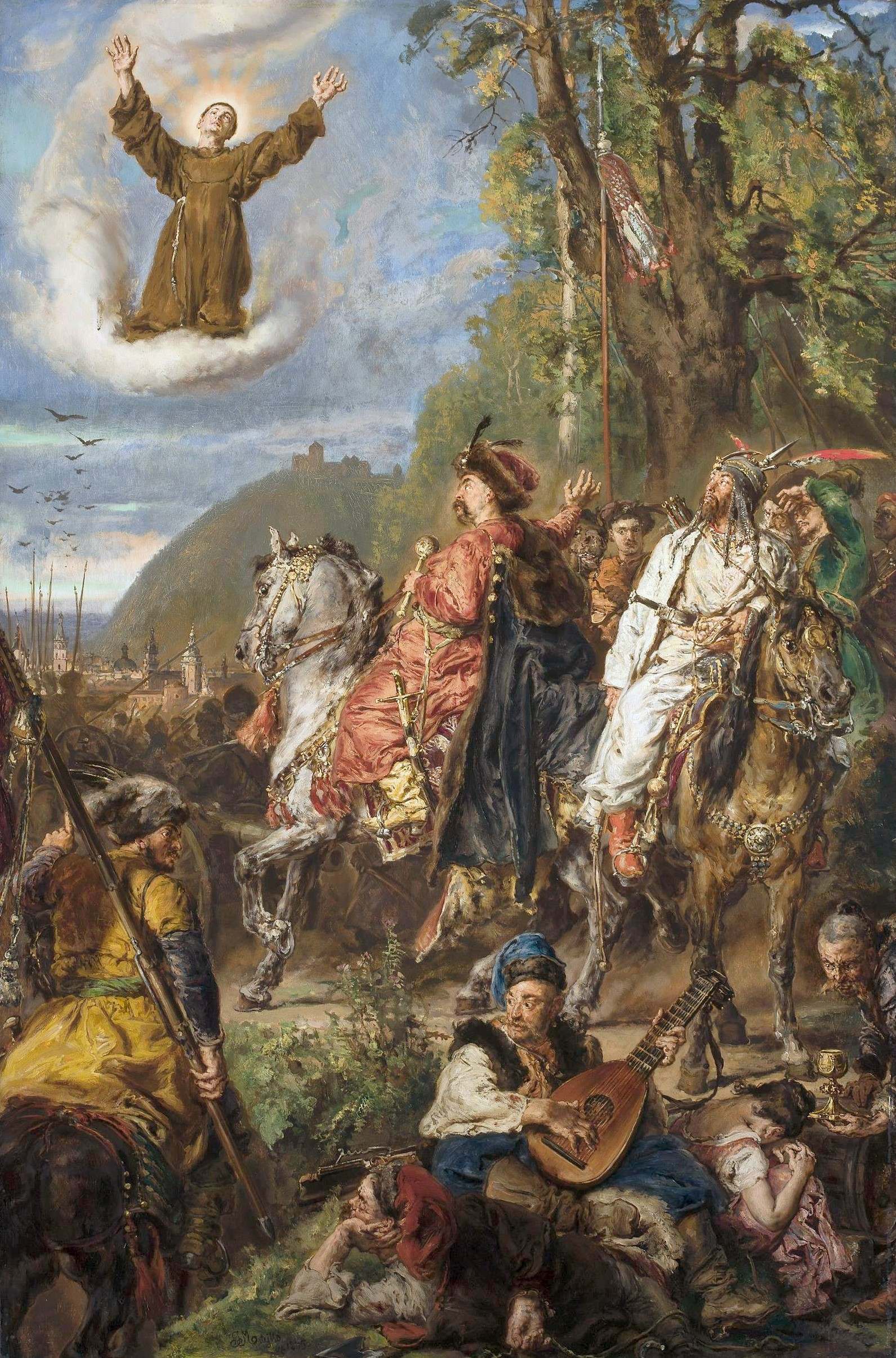
『ルヴフ近郊のボフダン・フミェルニツキとトゥハイ・ベイ』（マテイコ、1885年）。

ポーランド史では、フメリニツキー（ポーランド語ではフミェルニツキ）の名は、ポーランド・リトアニア共和国の繁栄時代を一挙に終わらせ、共和国分割に繋がる国家崩壊をもたらした忌まわしき名として思い起こされる。ポーランド史において、フメリニツキーの乱とコサック国家の自立は、フメリニツキー死後のコサック国家内の混乱のためもあり、共和国領内へスウェーデンやロシアなど外国勢力の侵入を招く「大洪水時代」の序幕となった。こののち100年あまりをかけて共和国は凋落の一途を辿り、分割されて国家は消滅する。
文化面での扱いは違った。ロマン主義の時代以降、ポーランドの多くの芸術家にとってウクライナという地方はインスピレーションを掻き立てられる憧憬の地となった。そうした中で、フメリニツキーはかつての自由なるコサックの栄華を思い起こさせる代表的な歴史的人物となった。文学では、ヘンリク・シェンキェヴィチの『三部作 Trylogia』の第一作目、『火と剣もて Ogniem i mieczem』（1884年）が最も知られている。この作品ではまさにフメリニツキーの乱が描かれ、その中でフメリニツキーはライバルのヴィシニョヴィェツキとともに物語の中心的な人物とされている。絵画芸術の分野では、ヤン・マテイコやユリウシュ・コサックといった著名なポーランド人画伯が、フメリニツキーや彼の時代の出来事を題材とした絵画を多く残している。
一方、ロマン主義の入る余地のなかったのが、ユダヤ人であった。1648年にユダヤ教徒に対して行われた大虐殺により、ユダヤ史ではフメリニツキーの乱は最悪の事件の一つとして数えられ、各地の「寛容の博物館（Museum of Torelance）」等ではヒトラーに継ぐ大悪人として紹介されている。

## 記念
現在、フメリニツキーはウクライナ最大の英雄として扱われており、首都キエフの中心近くには彼の銅像の立つソフィヤ広場（一時期、フメリヌィーツィクィイ広場と呼ばれた）があり、いすゞ自動車との提携で販売されているマイクロバスにも「ボフダン」という彼の名が付けられたものがある。また、5 フリヴニャ紙幣にも肖像が用いられている。

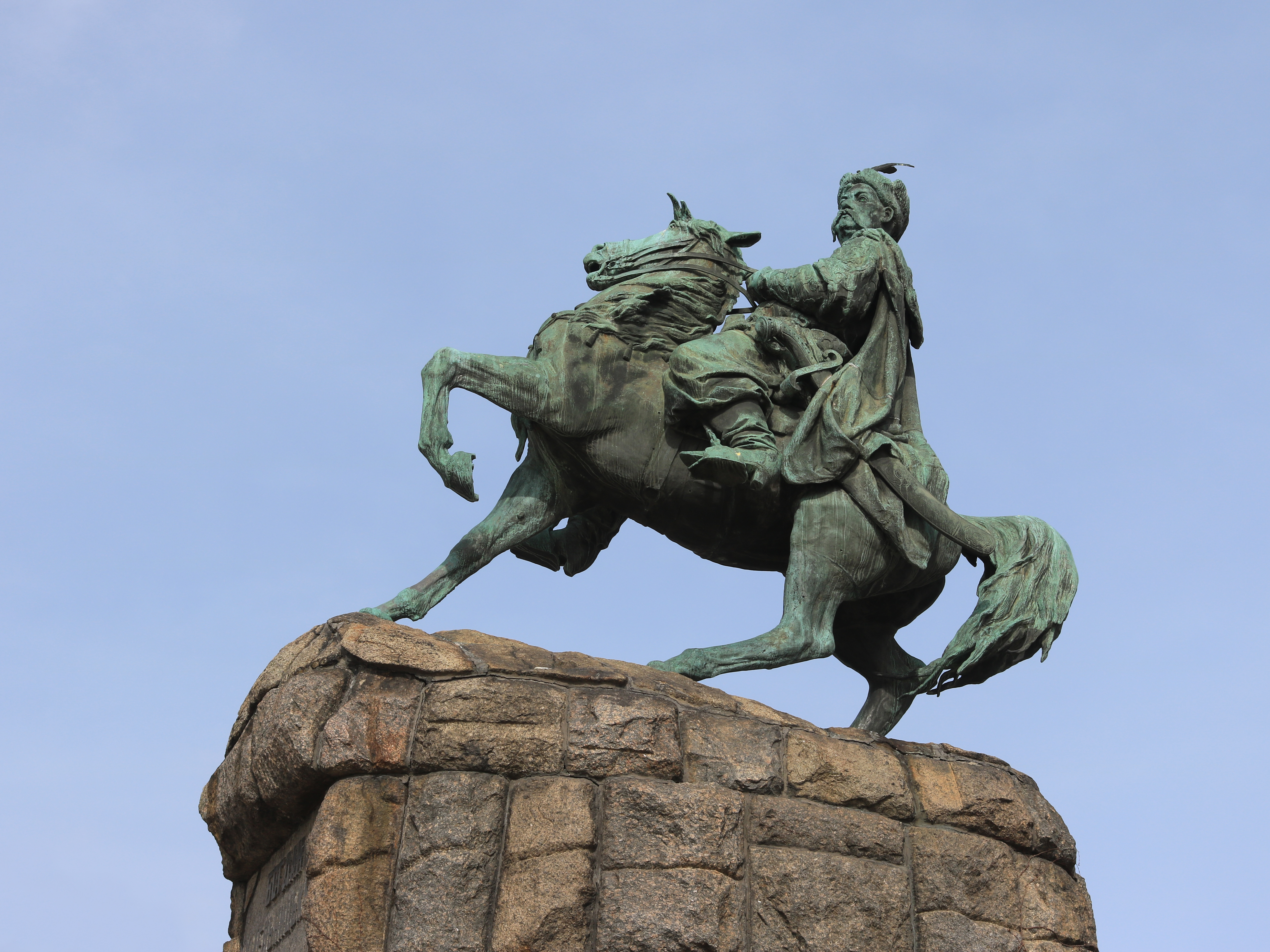
ボフダン・フメリニツキーの銅像 (キエフ)
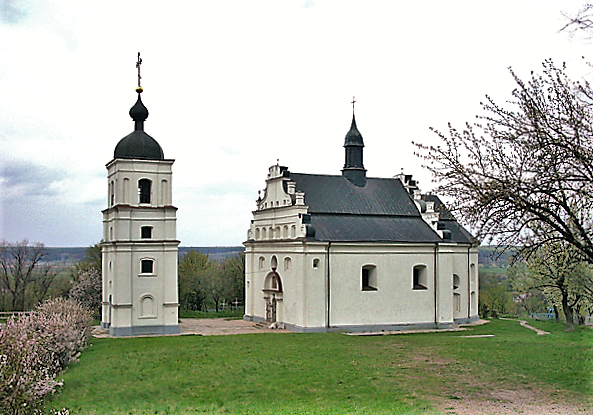
フメリニツキーの建立したイッリャー教会（ウクライナ語版） (スボーチウ)
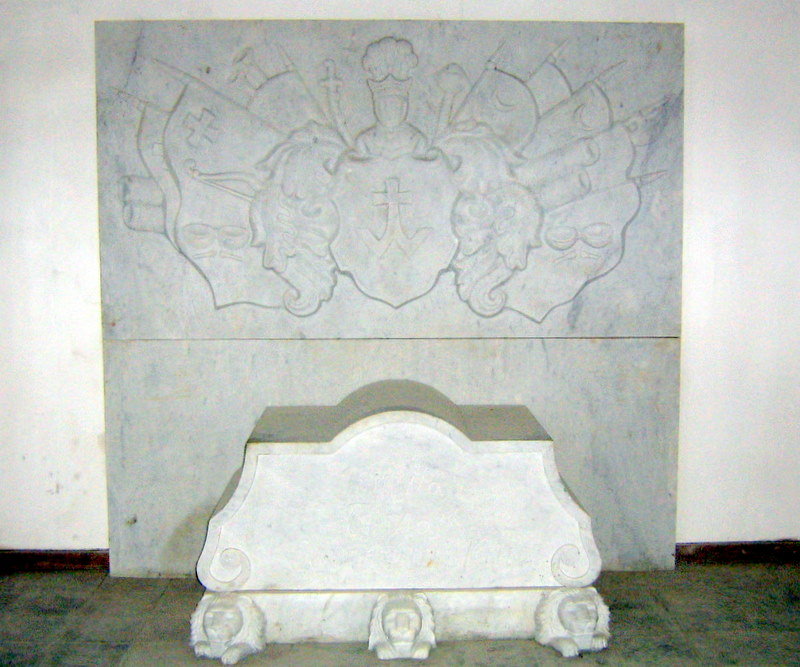
同教会にあるフメリニツキーの御墓 (スボーチウ)
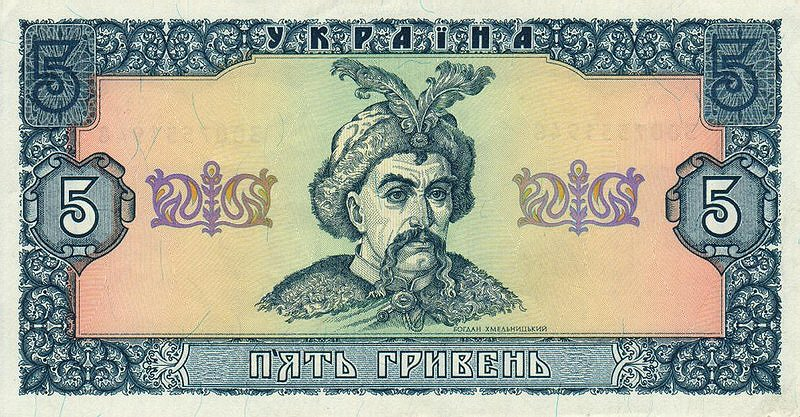
5 フリヴニャ (旧札)
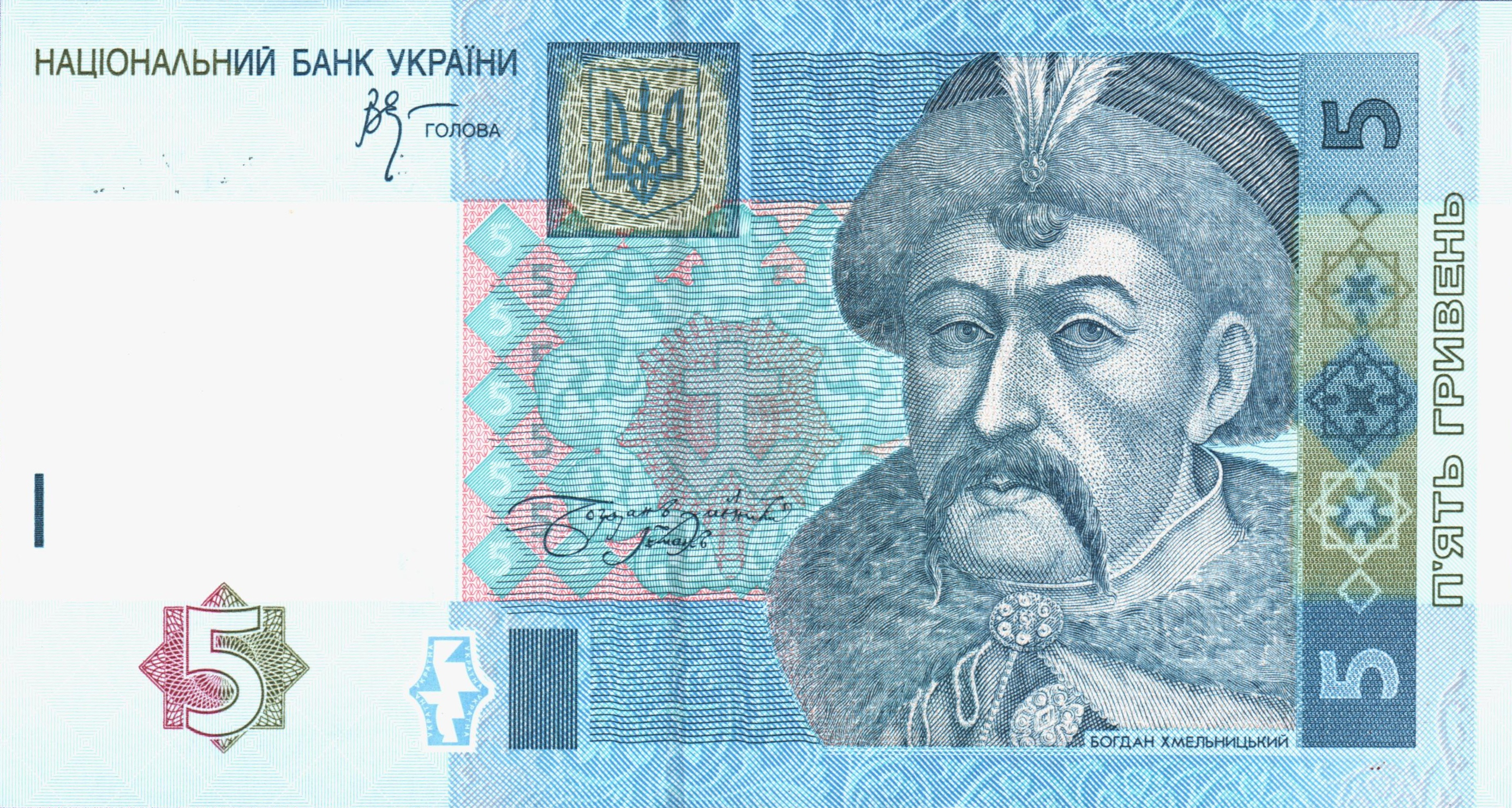
5 フリヴニャ (新札)
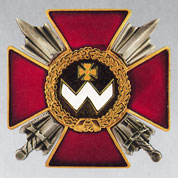
ボフダン・フメリニツキー勲章 (新勲章)
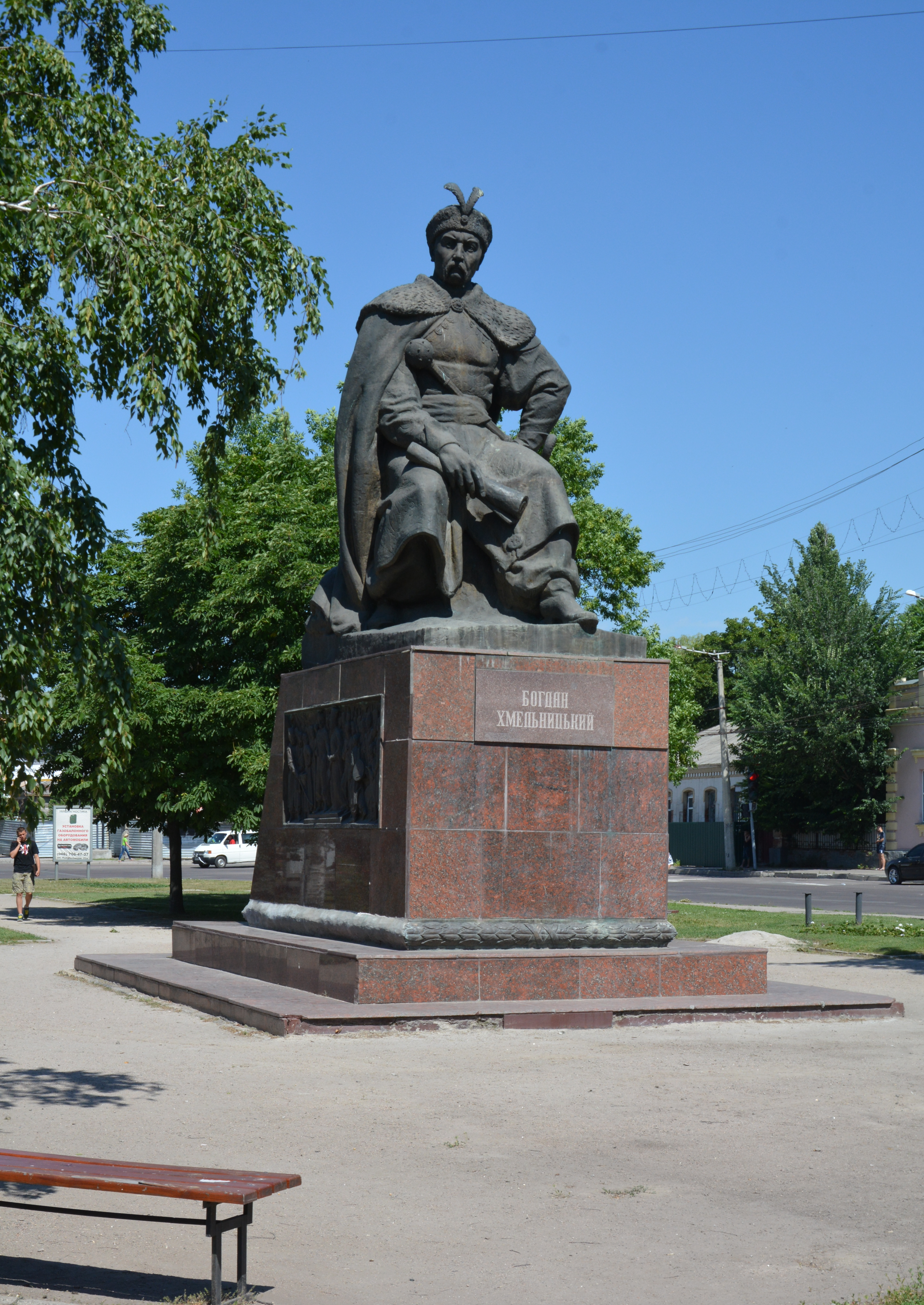
記念碑 (クロピヴニツキー)

## 家族
- ムィハーイロ・フメリニツキー: 父
- アガフィア・フメリニツカ: 母

- ハンナ・ソムキーウナ: 最初の妻。
  - ティーミシュ・フメリニツキー（ウクライナ語版、ロシア語版）: 嫡男。
  - ユーリー・フメリニツキー: 次男。
  - NN：三男。
  - カテリーナ・フメリニツカ: 長女。
  - ステパニヤ・フメリニツカ: 次女。
  - NN: 息女。
  - NN: 息女。

- モトローナ・チャプリンシカ: 恋人、のちに二番目の妻。

- ハンナ・ゾロタレンコ: 三番目の妻。